# Stampa
Pour les articles homonymes, voir Stampa (homonymie).
Stampa est une localité et une ancienne commune suisse du canton des Grisons. Le 1er janvier 2010, elle a fusionné avec les autres communes du val Bregaglia pour former la commune de Bregaglia. Son ancien numéro OFS est le 3775.

## Géographie
Historiquement, la commune était divisée en deux territoires distincts :
- le plus petit situé dans le val Bregaglia ;
- le plus grand qui s'étendait des deux côtés du col de la Maloja aussi bien dans le val Bregaglia qu'en Engadine.

Au col se trouve le hameau de Maloja qui faisait alors partie de la commune de Stampa.
Les communes mitoyennes actuelles de Stampa sont Bivio, Bondo, Chiesa in Valmalenco (IT-SO), Sils im Engadin, Soglio, Val Masino (IT-SO) et Vicosoprano.

## Histoire
La mention la plus ancienne du village se retrouve sous la forme de Stamppa et date de 1354.

## Économie
La centrale hydroélectrique opérée par les Forces motrices zurichoises constitue historiquement une importante activité industrielle pour Stampa, dont l'économie est basée essentiellement sur l'agriculture de montagne et l'exploitation forestière. Depuis quelques années, la notoriété du village, acquise grâce à la famille Giacometti, permet également de développer un tourisme de niche autour de ces artistes.

## Culture

### Architecture et patrimoine

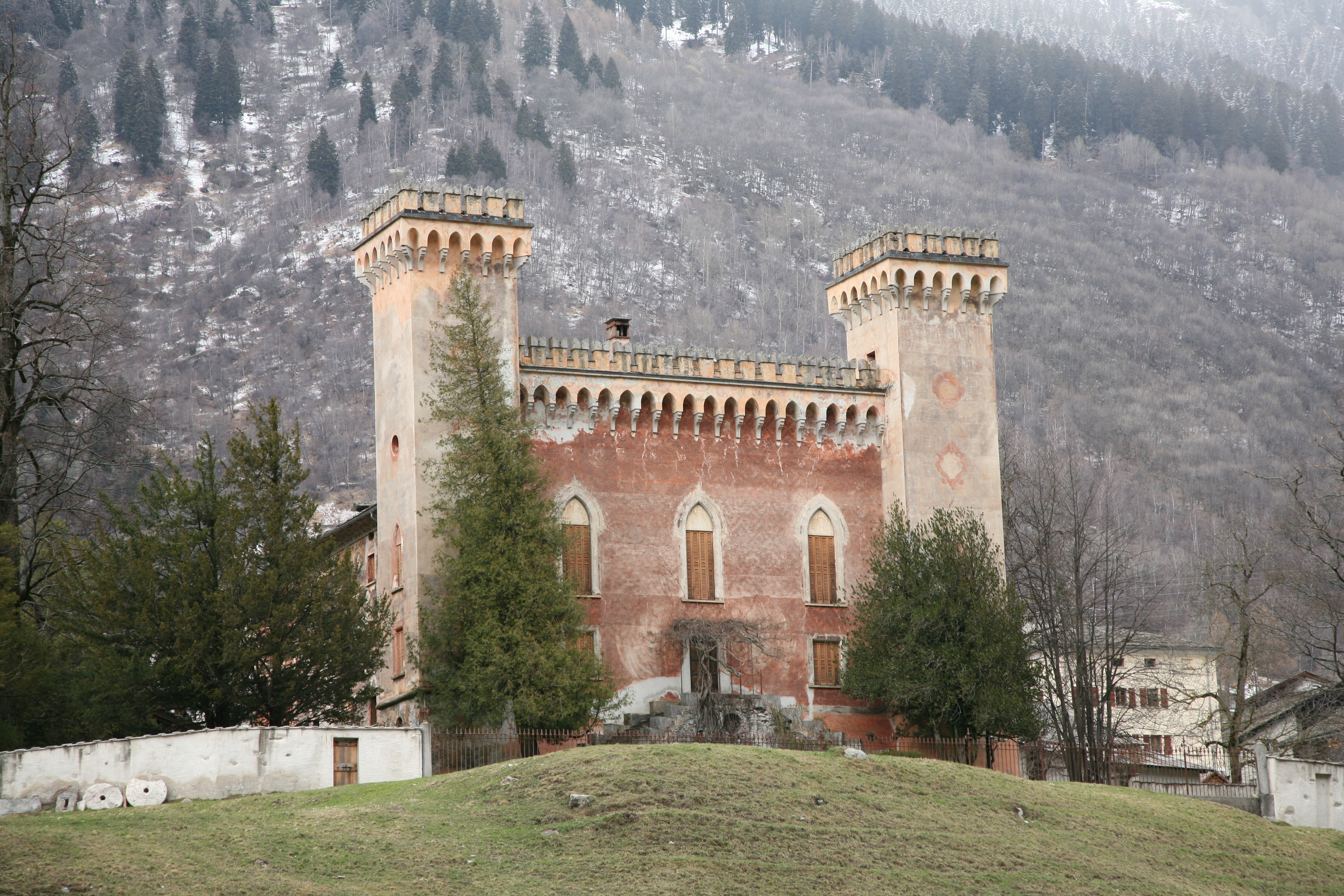
Le palais Castelmur

Le centre historique du Borgonovo, le palais Castelmur, le « Masso Avello » et le viaduc médiéval et route romaine « alla Müraia » sont reconnus comme biens culturels suisses d'importance nationale.

### Langues
En 2000, la plus grande partie de la population (66,1 %) parle l'italien, l'allemand venant second (27,7 %) et une minorité romanche (1,9 %).

## Personnalités liées à la commune
La famille d'artistes célèbres, les Giacometti, est originaire de Stampa – et reposent tous dans le cimetière du village –, ses membres les plus connus sont :
- Giovanni Giacometti (1868-1933) ;
- Augusto Giacometti (1877-1947), cousin de Giovanni ;
- Alberto Giacometti (1901-1966), fils de Giovanni ;
- Diego Giacometti (1902-1985), fils de Giovanni ;
- Bruno Giacometti (1907-2012), fils de Giovanni ;
- Anna Giacometti (1961-), syndique de la commune de Bregaglia.